# Danh sách tiểu hành tinh: 3901–4000
| Tên                   | Tên đầu tiên | Ngày phát hiện       | Nơi phát hiện            | Người phát hiện                                        |
| --------------------- | ------------ | -------------------- | ------------------------ | ------------------------------------------------------ |
| 3901 Nanjingdaxue     | 1958 GQ      | 7 tháng 4 năm 1958   | Nanking                  | Purple Mountain Observatory                            |
| 3902 Yoritomo         | 1986 AL      | 14 tháng 1 năm 1986  | Karasuyama               | S. Inoda, T. Urata                                     |
| 3903 Kliment Ohridski | 1987 SV2     | 20 tháng 9 năm 1987  | Smolyan                  | E. W. Elst                                             |
| 3904 Honda            | 1988 DQ      | 22 tháng 2 năm 1988  | Siding Spring            | R. H. McNaught                                         |
| 3905 Doppler          | 1984 QO      | 28 tháng 8 năm 1984  | Kleť                     | A. Mrkos                                               |
| 3906 Chao             | 1987 KE1     | 31 tháng 5 năm 1987  | Palomar                  | C. S. Shoemaker                                        |
| 3907 Kilmartin        | A904 PC      | 14 tháng 8 năm 1904  | Heidelberg               | M. F. Wolf                                             |
| 3908 Nyx              | 1980 PA      | 6 tháng 8 năm 1980   | La Silla                 | H.-E. Schuster                                         |
| 3909 Gladys           | 1988 JD1     | 15 tháng 5 năm 1988  | Anderson Mesa            | K. W. Zeigler                                          |
| 3910 Liszt            | 1988 SF      | 16 tháng 9 năm 1988  | Haute Provence           | E. W. Elst                                             |
| 3911 Otomo            | 1940 QB      | 31 tháng 8 năm 1940  | Heidelberg               | K. Reinmuth                                            |
| 3912 Troja            | 1988 SG      | 16 tháng 9 năm 1988  | Haute Provence           | E. W. Elst                                             |
| 3913 Chemin           | 1986 XO2     | 2 tháng 12 năm 1986  | Caussols                 | CERGA                                                  |
| 3914 Kotogahama       | 1987 SE      | 16 tháng 9 năm 1987  | Geisei                   | T. Seki                                                |
| 3915 Fukushima        | 1988 PA1     | 15 tháng 8 năm 1988  | Kitami                   | M. Yanai, K. Watanabe                                  |
| 3916 Maeva            | 1981 QA3     | 24 tháng 8 năm 1981  | La Silla                 | H. Debehogne                                           |
| 3917 Franz Schubert   | 1961 CX      | 15 tháng 2 năm 1961  | Tautenburg Observatory   | F. Börngen                                             |
| 3918 Brel             | 1988 PE1     | 13 tháng 8 năm 1988  | Haute Provence           | E. W. Elst                                             |
| 3919 Maryanning       | 1984 DS      | 23 tháng 2 năm 1984  | La Silla                 | H. Debehogne                                           |
| 3920 Aubignan         | 1948 WF      | 28 tháng 11 năm 1948 | Uccle                    | S. J. Arend                                            |
| 3921 Klementʹev       | 1971 OH      | 19 tháng 7 năm 1971  | Nauchnij                 | B. A. Burnasheva                                       |
| 3922 Heather          | 1971 SP3     | 16 tháng 9 năm 1971  | Cerro El Roble           | C. Torres                                              |
| 3923 Radzievskij      | 1976 SN3     | 24 tháng 9 năm 1976  | Nauchnij                 | N. S. Chernykh                                         |
| 3924 Birch            | 1977 CU      | 11 tháng 2 năm 1977  | Palomar                  | E. Bowell, C. T. Kowal                                 |
| 3925 Tretʹyakov       | 1977 SS2     | 19 tháng 9 năm 1977  | Nauchnij                 | L. V. Zhuravleva                                       |
| 3926 Ramirez          | 1978 VQ3     | 7 tháng 11 năm 1978  | Palomar                  | E. F. Helin, S. J. Bus                                 |
| 3927 Feliciaplatt     | 1981 JA2     | 5 tháng 5 năm 1981   | Palomar                  | C. S. Shoemaker, E. M. Shoemaker                       |
| 3928 Randa            | 1981 PG      | 4 tháng 8 năm 1981   | Đài thiên văn Zimmerwald | P. Wild                                                |
| 3929 Carmelmaria      | 1981 WG9     | 16 tháng 11 năm 1981 | Perth Observatory        | P. Jekabsons                                           |
| 3930 Vasilev          | 1982 UV10    | 25 tháng 10 năm 1982 | Nauchnij                 | L. V. Zhuravleva                                       |
| 3931 Batten           | 1984 EN      | 1 tháng 3 năm 1984   | Anderson Mesa            | E. Bowell                                              |
| 3932 Edshay           | 1984 SC5     | 27 tháng 9 năm 1984  | Palomar                  | M. C. Nolan, C. S. Shoemaker                           |
| 3933 Portugal         | 1986 EN4     | 12 tháng 3 năm 1986  | La Silla                 | R. M. West                                             |
| 3934 Tove             | 1987 DF1     | 23 tháng 2 năm 1987  | Đài thiên văn Brorfelde  | P. Jensen, K. Augustesen, H. J. Fogh Olsen             |
| 3935 Toatenmongakkai  | 1987 PB      | 14 tháng 8 năm 1987  | Geisei                   | T. Seki                                                |
| 3936 Elst             | 2321 T-3     | 16 tháng 10 năm 1977 | Palomar                  | C. J. van Houten, I. van Houten-Groeneveld, T. Gehrels |
| 3937 Bretagnon        | 1932 EO      | 14 tháng 3 năm 1932  | Heidelberg               | K. Reinmuth                                            |
| 3938 Chapront         | 1949 PL      | 2 tháng 8 năm 1949   | Heidelberg               | K. Reinmuth                                            |
| 3939 Huruhata         | 1953 GO      | 7 tháng 4 năm 1953   | Heidelberg               | K. Reinmuth                                            |
| 3940 Larion           | 1973 FE1     | 27 tháng 3 năm 1973  | Nauchnij                 | L. V. Zhuravleva                                       |
| 3941 Haydn            | 1973 UU5     | 27 tháng 10 năm 1973 | Tautenburg Observatory   | F. Börngen                                             |
| 3942 Churivannia      | 1977 RH7     | 11 tháng 9 năm 1977  | Nauchnij                 | N. S. Chernykh                                         |
| 3943 Silbermann       | 1981 RG1     | 3 tháng 9 năm 1981   | Tautenburg Observatory   | F. Börngen                                             |
| 3944 Halliday         | 1981 WP1     | 24 tháng 11 năm 1981 | Anderson Mesa            | E. Bowell                                              |
| 3945 Gerasimenko      | 1982 PL      | 14 tháng 8 năm 1982  | Nauchnij                 | N. S. Chernykh                                         |
| 3946 Shor             | 1983 EL2     | 5 tháng 3 năm 1983   | Nauchnij                 | L. G. Karachkina                                       |
| 3947 Swedenborg       | 1983 XD      | 1 tháng 12 năm 1983  | Anderson Mesa            | E. Bowell                                              |
| 3948 Bohr             | 1985 RF      | 15 tháng 9 năm 1985  | Đài thiên văn Brorfelde  | P. Jensen                                              |
| 3949 Mach             | 1985 UL      | 20 tháng 10 năm 1985 | Kleť                     | A. Mrkos                                               |
| 3950 Yoshida          | 1986 CH      | 8 tháng 2 năm 1986   | Karasuyama               | S. Inoda, T. Urata                                     |
| 3951 Zichichi         | 1986 CK1     | 13 tháng 2 năm 1986  | Bologna                  | Osservatorio San Vittore                               |
| 3952 Russellmark      | 1986 EM2     | 14 tháng 3 năm 1986  | Smolyan                  | Bulgarian National Observatory                         |
| 3953 Perth            | 1986 VB6     | 6 tháng 11 năm 1986  | Anderson Mesa            | E. Bowell                                              |
| 3954 Mendelssohn      | 1987 HU      | 24 tháng 4 năm 1987  | Tautenburg Observatory   | F. Börngen                                             |
| 3955 Bruckner         | 1988 RF3     | 9 tháng 9 năm 1988   | Tautenburg Observatory   | F. Börngen                                             |
| 3956 Caspar           | 1988 VL1     | 3 tháng 11 năm 1988  | Đài thiên văn Brorfelde  | P. Jensen                                              |
| 3957 Sugie            | 1933 OD      | 24 tháng 7 năm 1933  | Heidelberg               | K. Reinmuth                                            |
| 3958 Komendantov      | 1953 TC      | 10 tháng 10 năm 1953 | Crimea-Simeis            | P. F. Shajn                                            |
| 3959 Irwin            | 1954 UN2     | 28 tháng 10 năm 1954 | Brooklyn                 | Đại học Indiana                                        |
| 3960 Chaliubieju      | 1955 BG      | 20 tháng 1 năm 1955  | Nanking                  | Purple Mountain Observatory                            |
| 3961 Arthurcox        | 1962 OB      | 31 tháng 7 năm 1962  | Brooklyn                 | Đại học Indiana                                        |
| 3962 Valyaev          | 1967 CC      | 8 tháng 2 năm 1967   | Nauchnij                 | T. M. Smirnova                                         |
| 3963 Paradzhanov      | 1969 TP2     | 8 tháng 10 năm 1969  | Nauchnij                 | L. I. Chernykh                                         |
| 3964 Danilevskij      | 1974 RG1     | 12 tháng 9 năm 1974  | Nauchnij                 | L. V. Zhuravleva                                       |
| 3965 Konopleva        | 1975 VA9     | 8 tháng 11 năm 1975  | Nauchnij                 | N. S. Chernykh                                         |
| 3966 Cherednichenko   | 1976 SD3     | 24 tháng 9 năm 1976  | Nauchnij                 | N. S. Chernykh                                         |
| 3967 Shekhtelia       | 1976 YW2     | 16 tháng 12 năm 1976 | Nauchnij                 | L. I. Chernykh                                         |
| 3968 Koptelov         | 1978 TU5     | 8 tháng 10 năm 1978  | Nauchnij                 | L. I. Chernykh                                         |
| 3969 Rossi            | 1978 TQ8     | 9 tháng 10 năm 1978  | Nauchnij                 | L. V. Zhuravleva                                       |
| 3970 Herran           | 1979 ME9     | 28 tháng 6 năm 1979  | Cerro El Roble           | C. Torres                                              |
| 3971 Voronikhin       | 1979 YM8     | 23 tháng 12 năm 1979 | Nauchnij                 | L. V. Zhuravleva                                       |
| 3972 Richard          | 1981 JD3     | 6 tháng 5 năm 1981   | Palomar                  | C. S. Shoemaker                                        |
| 3973 Ogilvie          | 1981 UC1     | 30 tháng 10 năm 1981 | Socorro                  | L. G. Taff                                             |
| 3974 Verveer          | 1982 FS      | 28 tháng 3 năm 1982  | Anderson Mesa            | E. Bowell                                              |
| 3975 Verdi            | 1982 UR3     | 19 tháng 10 năm 1982 | Tautenburg Observatory   | F. Börngen                                             |
| 3976 Lise             | 1983 JM      | 6 tháng 5 năm 1983   | Anderson Mesa            | N. G. Thomas                                           |
| 3977 Maxine           | 1983 LM      | 14 tháng 6 năm 1983  | Palomar                  | C. S. Shoemaker                                        |
| 3978 Klepešta         | 1983 VP1     | 7 tháng 11 năm 1983  | Kleť                     | Z. Vávrová                                             |
| 3979 Brorsen          | 1983 VV1     | 8 tháng 11 năm 1983  | Kleť                     | A. Mrkos                                               |
| 3980 Hviezdoslav      | 1983 XU      | 4 tháng 12 năm 1983  | Kleť                     | A. Mrkos                                               |
| 3981 Stodola          | 1984 BL      | 26 tháng 1 năm 1984  | Kleť                     | A. Mrkos                                               |
| 3982 Kastelʹ          | 1984 JP1     | 2 tháng 5 năm 1984   | Nauchnij                 | L. G. Karachkina                                       |
| 3983 Sakiko           | 1984 SX      | 20 tháng 9 năm 1984  | Kleť                     | A. Mrkos                                               |
| 3984 Chacos           | 1984 SB6     | 21 tháng 9 năm 1984  | La Silla                 | H. Debehogne                                           |
| 3985 Raybatson        | 1985 CX      | 12 tháng 2 năm 1985  | Palomar                  | C. S. Shoemaker                                        |
| 3986 Rozhkovskij      | 1985 SF2     | 19 tháng 9 năm 1985  | Nauchnij                 | N. S. Chernykh                                         |
| 3987 Wujek            | 1986 EL1     | 5 tháng 3 năm 1986   | Anderson Mesa            | E. Bowell                                              |
| 3988                  | 1986 LA      | 4 tháng 6 năm 1986   | Palomar                  | E. F. Helin                                            |
| 3989 Odin             | 1986 RM      | 8 tháng 9 năm 1986   | Đài thiên văn Brorfelde  | P. Jensen                                              |
| 3990 Heimdal          | 1987 SO3     | 25 tháng 9 năm 1987  | Brorfelde                | P. Jensen                                              |
| 3991 Basilevsky       | 1987 SW3     | 16 tháng 9 năm 1987  | Anderson Mesa            | E. Bowell                                              |
| 3992 Wagner           | 1987 SA7     | 29 tháng 9 năm 1987  | Tautenburg Observatory   | F. Börngen                                             |
| 3993 Šorm             | 1988 VV5     | 4 tháng 11 năm 1988  | Kleť                     | A. Mrkos                                               |
| 3994 Ayashi           | 1988 XF      | 2 tháng 12 năm 1988  | Ayashi Station           | M. Koishikawa                                          |
| 3995 Sakaino          | 1988 XM      | 5 tháng 12 năm 1988  | Chiyoda                  | T. Kojima                                              |
| 3996 Fugaku           | 1988 XG1     | 5 tháng 12 năm 1988  | Yorii                    | M. Arai, H. Mori                                       |
| 3997 Taga             | 1988 XP1     | 6 tháng 12 năm 1988  | Dynic                    | A. Sugie                                               |
| 3998 Tezuka           | 1989 AB      | 1 tháng 1 năm 1989   | Chiyoda                  | T. Kojima                                              |
| 3999 Aristarchus      | 1989 AL      | 5 tháng 1 năm 1989   | Chiyoda                  | T. Kojima                                              |
| 4000 Hipparchus       | 1989 AV      | 4 tháng 1 năm 1989   | Kushiro                  | S. Ueda, H. Kaneda                                     |